# Kamfeen
Kamfeen is een bicyclisch monoterpeen met als brutoformule C10H16. Het is weinig oplosbaar in water, maar goed oplosbaar in gebruikelijke organische oplosmiddelen zoals ethanol of aceton.

## Voorkomen en synthese
Kamfeen komt in kleine hoeveelheden voor in de olie van veel planten, onder meer terpentijn en valeriaan. Op industriële schaal (meer dan 10.000 ton per jaar) wordt het geproduceerd door isomerisatie van alfa-pineen.

## Toepassingen
Kamfeen is een vluchtige stof met een penetrante geur zoals kamfer. Ze wordt niet beschouwd als een schadelijke stof. Kamfeen zelf wordt gebruikt als geurstof in onder meer cosmetica, wasmiddelen, luchtverfrisser en toiletblokjes. De grootste hoeveelheid wordt gebruikt voor de synthese van andere stoffen. Vooral van belang is de reactie van kamfeen met azijnzuur: dit levert de ester isobornylacetaat, die een kenmerkende dennengeur heeft. Kamfeen mag ook gebruikt worden als kunstmatige smaakstof in voedingswaren.
Toxafeen (camphechlor), een mengsel van polygechloreerde kamfenen met 8 chlooratomen, is een zeer toxisch insecticide dat inmiddels verboden is door de Conventie van Stockholm over POP's (persistente organische polluenten).